# Црква Свете Ангелине Српске у Тилави
Храм Свете Ангелине Српске је храм Митрополије дабробосанске у изградњи. Налази се у насељу Тилава на територији општине Источно Ново Сарајево. Изградња храма Свете Ангелине је почела 2012. године.

## Историјат градње Храма
У насељу Тилава, дијелу насељa Крњи рат, општина Источно Ново Сарајево, током 2011. године почели су радови на изградњи храма у овом дијелу Источног Сарајева, јер храм Светог Василија Острошког на Вељинама, до тада једини храм у централној зони града, није могао да задовољи потребе вјерног народа. Темељи за цркву су освештани у августу мјесецу 2012. године, у централном дијелу насеља, на земљишту које су Српској православној цркви поклонили мјештани насеља Тилава, Сава и Мирко Шкрба.
Преподобна мати Ангелина, световно име Ангелина Бранковић, (умрла 30. јула 1520) је била кћи Ђорђа Аријанита Комнина, средњовековног господара области Коњуха и Шкумбе и супруга Стефана Бранковића, сина српског деспота Ђурђа Бранковића.

## Градња конака
Благословом Његовог Високопреосвештенства митрополита дабробосанског Господина Хризостома, у порти цркве започета је градња конака, који ће служити потребама вјерног народа Топлика и Тилаве.